# سيدريك فارولت
سيدريك فارولت (بالفرنسية: Cédric Varrault)‏ (مواليد 30 يناير 1980 في بلويس - فرنسا) لاعب كرة قدم فرنسي يلعب حاليا لصالح نادي الدرجة الأولى سانت إتيان الفرنسي منذ 2007 في مركز الظهير الأيسر .

## روابط خارجية
- سيدريك فارولت على موقع رابطة كرة القدم الفرنسية للمحترفين (الإنجليزية)
- سيدريك فارولت على موقع قاعدة بيانات كرة القدم.إي يو (الإنجليزية)
- سيدريك فارولت على موقع Soccerway.com (الإنجليزية)
- سيدريك فارولت على موقع AS.com (الإسبانية)